# Edward Burleson
Edward Burleson (15 de desembre de 1798 - 26 de desembre de 1851) fou un polític i militar estatunidenc nascut a Missouri. Va participar en diferents conflictes com la Guerra de 1812, la Revolució texana i la Intervenció nord-americana a Mèxic. Com a polític arribà a ser vicepresident de la República de Texas sota el mandat de Samuel Houston i posteriorment senador quan Texas s'incorporà als Estats Units.